# Duo for a job
DUO for a JOB est une association sans but lucratif belge engagée pour l'égalité des chances et la lutte contre les inégalités d’accès au marché du travail des jeunes issus de l’immigration.

## Histoire & développement
DUO for a JOB a été fondée en 2013 à Bruxelles en Belgique. 
En 2017, DUO for a JOB ouvre une antenne à Liège et une autre à Anvers. 
En 2019, le développement de l’association continue en Flandre avec l’ouverture d’une quatrième antenne à Gand. Elle sort aussi des frontières de la Belgique pour ouvrir une antenne à Paris, France : DUO for a JOB installe ainsi ses bureaux à la Station F auprès d’une vingtaine de programmes internationaux d'accompagnement et d'accélération.
En 2021, deux nouvelles antennes sont ouvertes en France (Lille, Marseille) et une nouvelle antenne aux Pays-Bas (Rotterdam). L'association développe son activité dans des villes de taille moyenne en Belgique (Alost et Sint-Niklaas). L’association passe le cap des 1000 duos créés sur une année.
En 2022, DUO for a JOB ouvre une antenne à Charleroi avec le soutien du Gouvernement wallon, via la voix de sa Ministre de l’Emploi et de l’Égalité des chances, et en étroite collaboration avec le Forem. 
En 2023, elle ouvre une antenne à Verviers, ville proche de Liège. L’association est dès lors active dans 17 antennes réparties sur trois pays (la Belgique, la France et les Pays-Bas).

## Financement
En collaboration avec Actiris, l’association a reçu un investissement à impact social en 2014. Elle est la première association belge a signer un contrat de ce type, appelé Social Impact Bond (SIB).  
En 2021, elle a également bénéficié d'un contrat à impact social en France. 